# Manchester, parte 2 (The West Wing)
Manchester - Parte II  es el segundo capítulo de la tercera temporada de la serie dramática El Ala Oeste .

## Argumento
La popularidad del Presidente cae en picado tras el anuncio de su enfermedad. Leo se ve obligado a contratar a un brillante consejero político demócrata: Bruno Gianelli. Este se traerá a su propio equipo: Connie Tate, su ayudante personal y Douglas Wegland, encargado de discursos para la campaña. Con el transcurso de las semanas la tensión irá creciendo entre el Equipo de la Casa Blanca (Josh, Sam, Toby y Leo) y los asesores políticos antes mencionados. Tras intentar crear un discurso aceptable descubrirán que muchos de ellos siguen enfadados por no haber sido informados mucho antes de la Esclerosis múltiple del Presidente.
Josh busca la manera de evitar que la FDA no anuncie el mismo día de inicio de la Campaña la aprobación de la píldora abortiva. Sabe que ha cometido un error al presionar en exceso a varios políticos demócratas para conseguir dinero contra las tabacaleras. No ha sabido calcular bien los tiempos adecuados para hacerlo. Él, como los demás, piensa en su interior que el Presidente debería haberse disculpado.
Semanas antes la crisis de Haití ha sido resuelta. El golpista pretendía asilo político y dinero, consiguiendo únicamente un exilio en Venezuela y protección para su familia. El Presidente decide apartar a C.J.de la rueda de prensa posterior, para que sea la Consejera de Seguridad Nacional quien la sustituya. Tras esto, la primera se replanteará su continuidad en el cargo, aunque finalmente se echará para atrás.
Mientras, Abigail Bartlet, la primera dama, sigue enfada con su marido. Durante algunas semanas él evitará hablar con ella sobre su cambio de opinión respecto a la reelección. Pero al igual que hará con su equipo, en un gesto de grandeza, se disculpara por lo que ha hecho y el modo en que lo ha hecho. Su deber es presentarse de nuevo.

## Curiosidades
- Los exteriores del capítulo no fueron rodados en Manchester (Nuevo Hampshire), la ciudad más importante del Estado natal de Josiah Bartlet, sino en Bluemont, Virginia, por las pegas del gobierno local.
- La serie contó con el asesoramiento de Gene Sperling, consejero de Salud de Bill Clinton para la subtrama de la píldora abortiva.

## Premios
- Este episodio fue nominado a la major dirección Artística en los Premios Emmy.
- También fue nominado a la Mejor Edición de Sonido por los Golden Reel.
- Nominado por su tratamiento de la Sexualidad en los premios SHINE.

## Enlaces
- Enlace al Imdb
- Guía del Episodio (en inglés)
- Artículo sobre Píldora Abortiva

- Datos: Q16597299